# 周軫
周軫（1434年—1514年），字公載，號恥庵，福建莆田縣人。明朝官員，成化壬辰進士，官至江西按察使。周瑛從子。

## 生平
成化八年（1472年）進士，累升戶部主事，因進言請誅梁芳、李孜省，并淘汰宦官，因而得罪。之後進戶部郎中，官至山東轉運使。官至江西按察使。正德九年（1514年）去世，享年八十三歲。

## 家族
曾祖父周孟仁，祖父周則川，父亲周越。